# Municipio de Stark (Minnesota)
El municipio de Stark (en inglés, Stark Township) es un municipio del condado de Brown, Minnesota, Estados Unidos. Tiene una población estimada, a mediados de 2021, de 298 habitantes.

## Geografía
Está ubicado en las coordenadas 44°13′32″N 94°40′50″O / 44.22556, -94.68056 (44.22545, -94.680667). Según la Oficina del Censo de los Estados Unidos, tiene una superficie total de 93.5 km², de la cual 92.1 km² corresponden a tierra firme y 1.4 km² son agua.

## Demografía
Según el censo de 2020, en ese momento había 301 personas residiendo en la zona. La densidad de población era de 3,2 hab./km². El 97.67 % de los habitantes eran blancos, el 0.66 % eran asiáticos y el 1.66 % eran de una mezcla de razas. Del total de la población, el 1.33 % eran hispanos o latinos de cualquier raza.